# Stobi
Stobi ou Stoboi (em grego clássico: Στόβοι; romaniz.: Stóboi; em latim: Stobi; em macedônio/macedónio:  Стоби), é o nome de uma antiga povoação da Peônia que, conquista pela Macedônia, veio mais tarde a ser a capital da Macedônia Salutaris, província romana.
No dizer do historiador romano Tito Lívio, era "Stobis, vetere urbe" ("Stobi, velha cidade", em livre tradução). Erguida na foz do rio Vardar, na rota que unia o mar Egeu com os Bálcãs centrais, foi a maior cidade ao norte da província romana da Macedônia e depois capital da Macedônia Secunda, quando então ocupou papel proeminente nos aspectos urbano, militar, religioso, administrativo e comercial tanto no Império Romano quanto no bizantino dos quais seus vestígios se constituem importante sítio arqueológico e destino turístico da atual Macedônia.

## Imagens

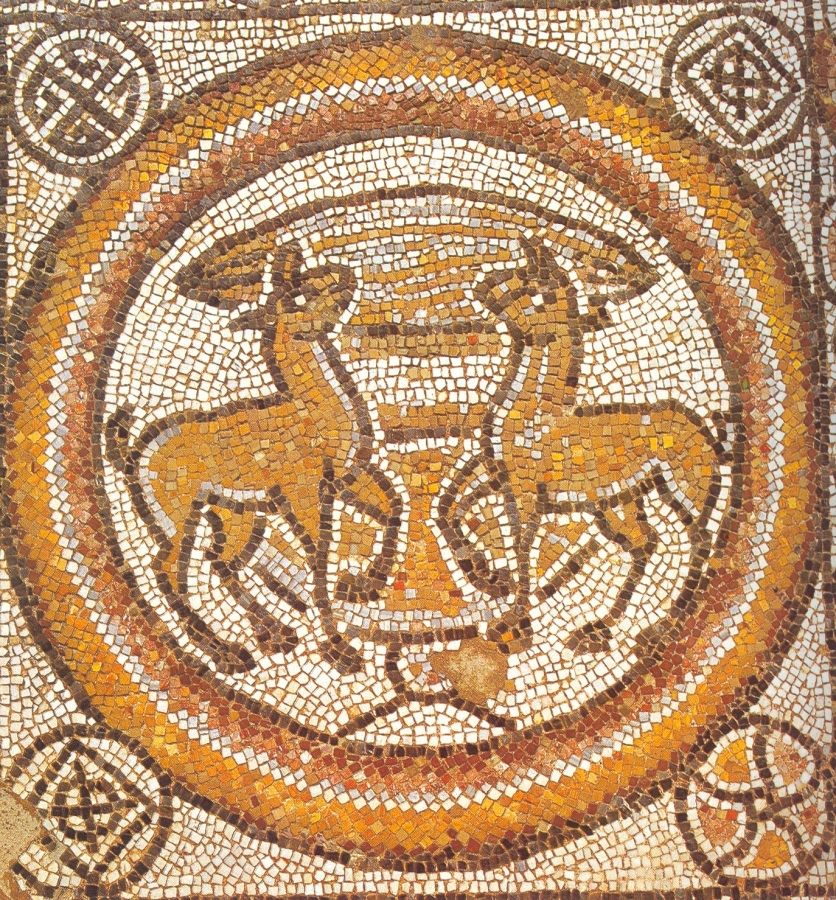
Mosaico
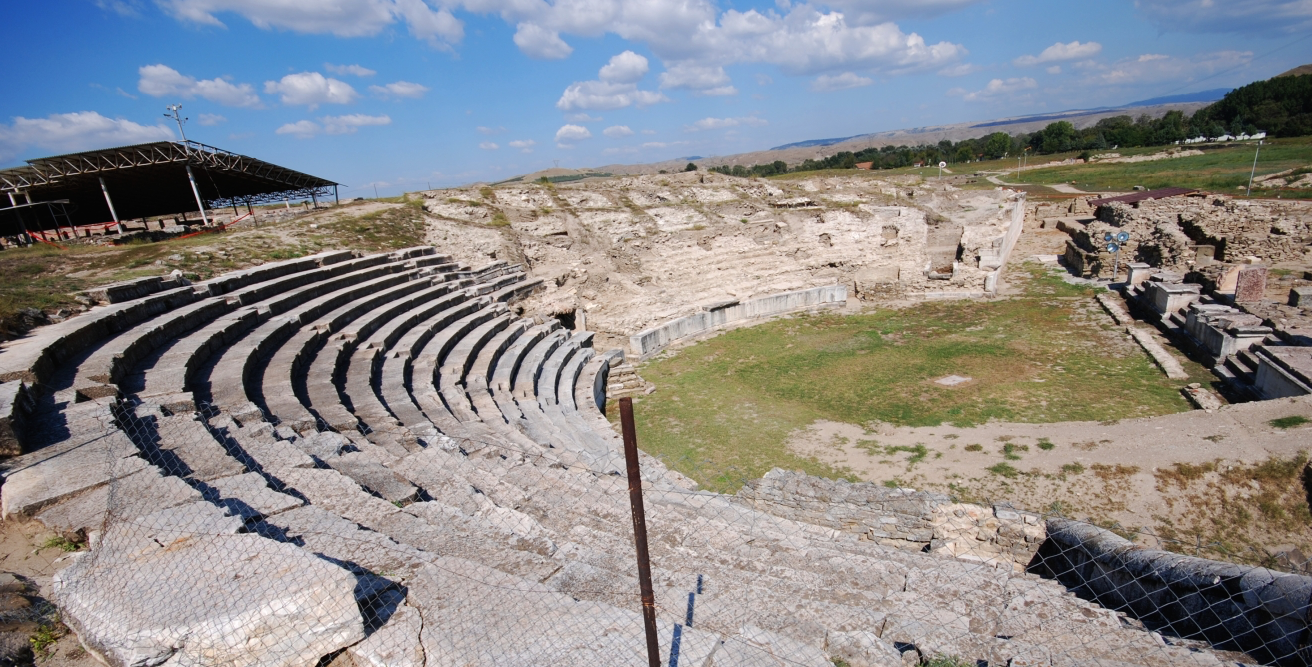
Teatro romano
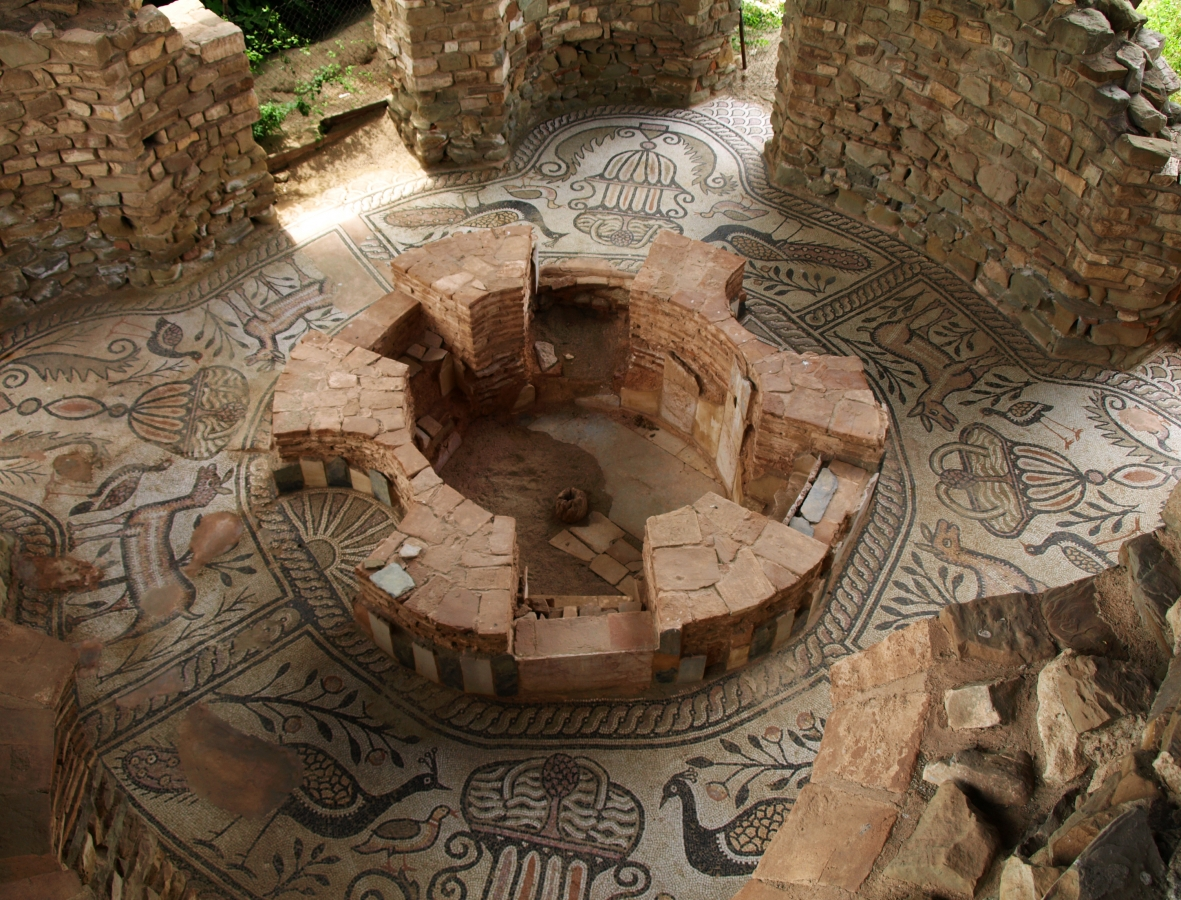
Batistério da basílica
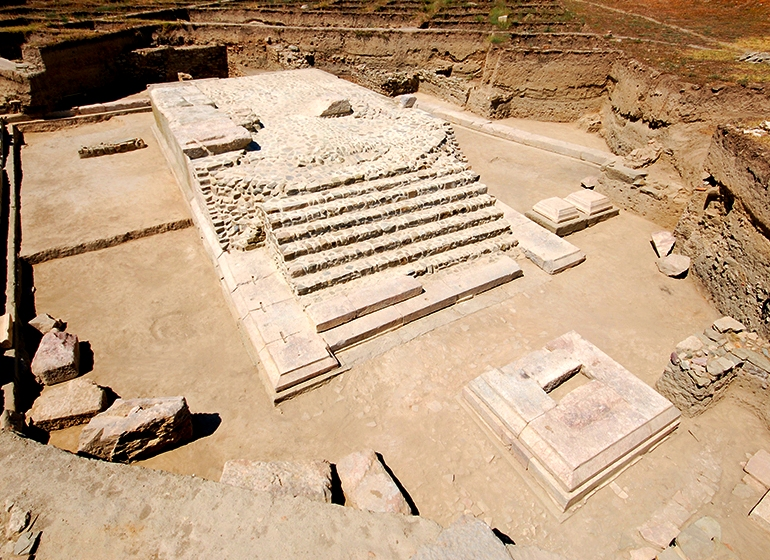
Templo de Ísis